# Camp Blood (serie di film)
Camp Blood è una serie cinematografica di film slasher direct-to-video.

## Films
| N° | Anno | Film                                                           | Regista         | Sceneggiatore   | Soggetto     | Produttore      | Note  |
| -- | ---- | -------------------------------------------------------------- | --------------- | --------------- | ------------ | --------------- | ----- |
| 1  | 2000 | Camp Blood                                                     | Brad Sykes      | Brad Sykes      |              | David Sterling  |       |
| 2  | 2000 | Camp Blood 2                                                   | Brad Sykes      | Brad Sykes      |              | David Sterling  |       |
| —  | 2005 | Within the Woods (aka Camp Blood 3)                            | Brad Sykes      | Brad Sykes      |              | Josephina Sykes |       |
| 3  | 2014 | Camp Blood First Slaughter (aka Camp Blood 3: First Slaughter) | Mark Polonia    | Mark Polonia    |              | David Sterling  | [ 1 ] |
| 4  | 2016 | Camp Blood 4                                                   | Dustin Ferguson | Dustin Ferguson |              | David Sterling  |       |
| 5  | 2016 | Camp Blood 5                                                   | Dustin Ferguson | Dustin Ferguson |              | David Sterling  |       |
| 6  | 2016 | Camp Blood 666                                                 | Ted Moehring    | Monte Hunter    | Ted Moehring | David Sterling  |       |
| 7  | 2017 | Camp Blood 7                                                   | Mark Polonia    | Amy Suzuki      |              | David Sterling  |       |
| —  | 2018 | Ghost of Camp Blood                                            | Mark Polonia    | Alan Wyoming    |              | David Sterling  |       |
| 8  | 2019 | Camp Blood 8: Revelations                                      | Dennis Devine   | Dennis Devine   |              | David Sterling  |       |
| 9  | 2020 | Children of Camp Blood                                         | Mark Polonia    | Lester Thord    |              | David Sterling  |       |